# Sant Miquel de Moror
Sant Miquel de Moror és l'església parroquial, romànica, del poble de Moror, del terme municipal de Sant Esteve de la Sarga, al Pallars Jussà. Fou construïda entre els segles xi i xii, posteriorment modificada.
A la baixa edat mitjana, a partir del 1279, es tenen dades d'aquesta església, si bé pels seus detalls constructius, es pot veure clarament que és anterior a la seva primera documentació. L'edifici ha sofert moltes modificacions, al llarg dels segles, però es pot apreciar ben bé el seu origen romànic.

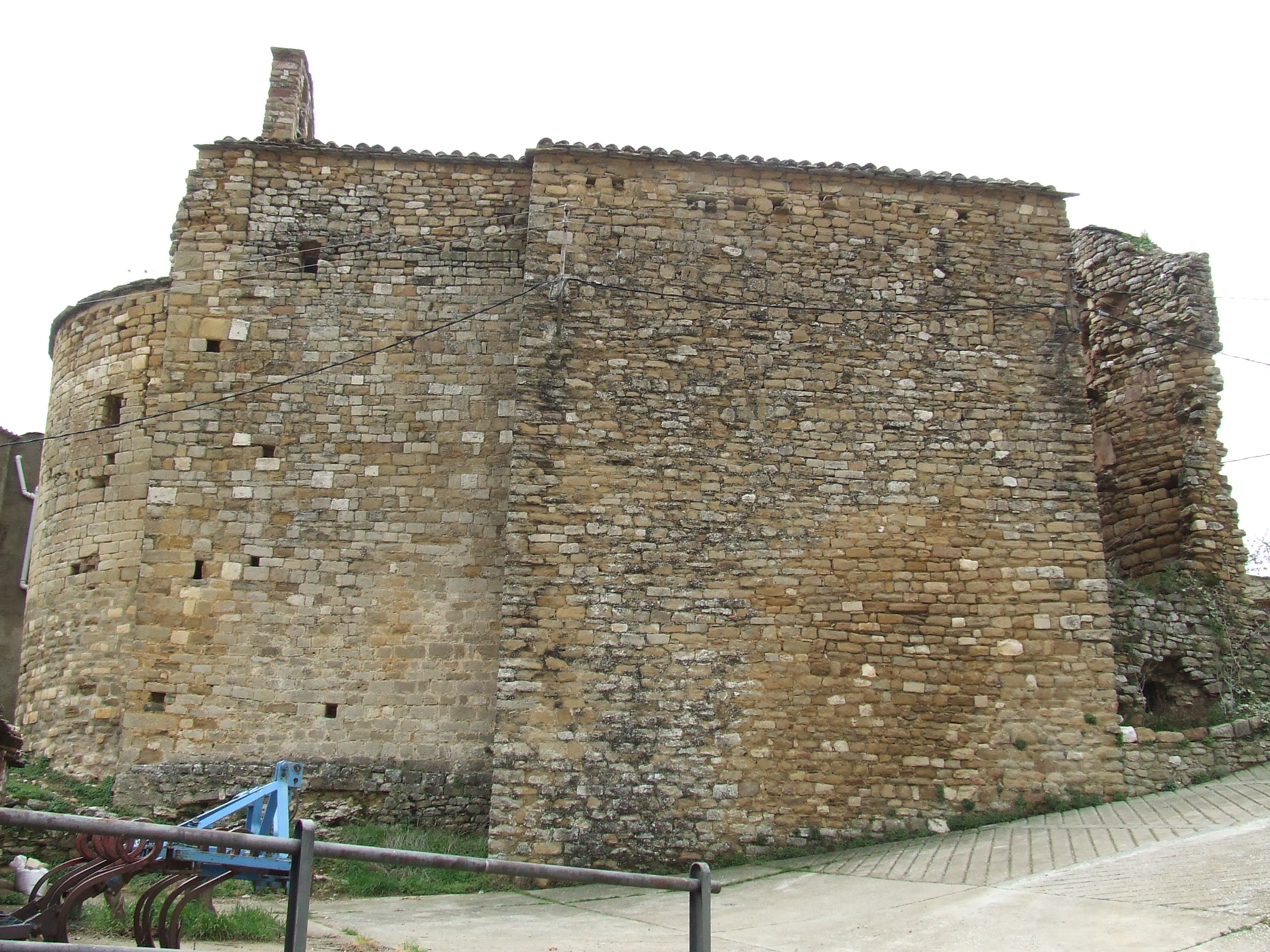
Façana septentrional de l'església

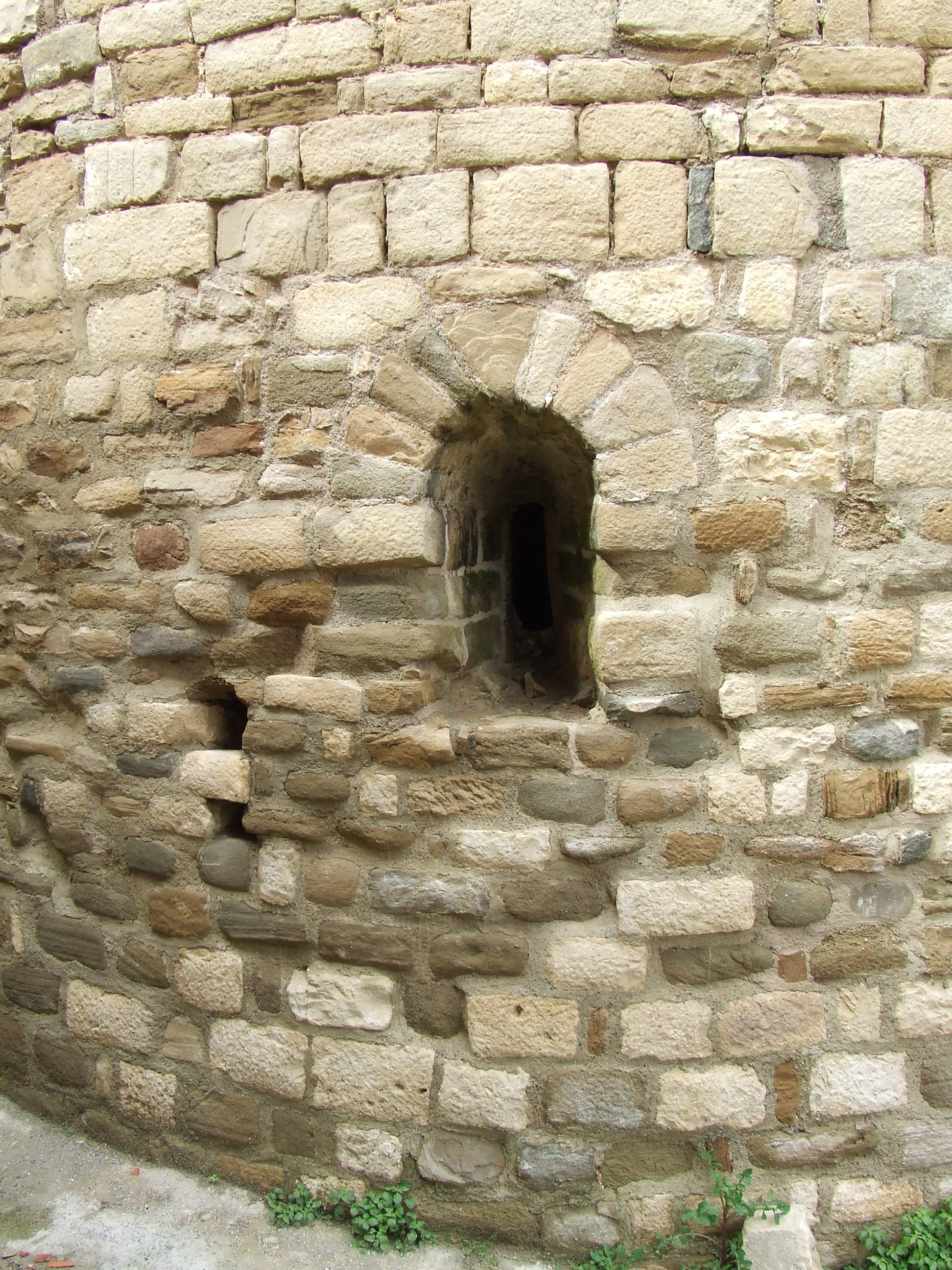
Finestra de la cripta, a l'absis

És d'una sola nau, coberta amb volta de canó, amb la nau dividida en quatre trams gràcies al reforç de tres arcs torals, cadascun d'ells amb les seves pilastres. L'absis és semicircular, i l'existència d'un retaule no permet de veure com està unit l'absis amb la nau. Dessota l'absis hi ha una cripta, que conté restes de les pintures murals originals de l'església.
La porta és al sud, i a ponent hi ha restes d'una altra porta, que obria cap a dins de l'església, que devia comunicar-la amb altres dependències situades a la bestorre que hi ha en aquell lloc. Una sola finestra de dobles esqueixada s'obre tot el temple, a la cripta (tot i que un esvoranc de l'absis principal permet suposar l'existència d'una altra finestra en aquell lloc).
L'aparell és del segle xii, de carreu petit disposat de forma molt regular, amb filades que alternen el dret i el través, formant primitives figures decoratives.
A part de les restes de pintures romàniques de la cripta, al MNAC es conserva el seu Crist de bronze, dels segles XII-XIII.
Prop del poble hi ha les restes d'una altra església també dedicada a sant Miquel.